# Planet (Comic)
Planet ist ein Comic der französischen Illustratorin und Comic-Künstlerin Anouk Ricard.
Die Science-Fiction-Persiflage erschien 2009 in der achten Ausgabe der deutschsprachigen Comic-Anthologie Orang. In einer gemeinsamen Ausstellung mit dem Comicmagazin Strapazin wurden im Juni des gleichen Jahres Planet und andere Arbeiten der Anthologie im  Hamburger Künstlerhaus Vorwerk-Stift ausgestellt. In französischer Sprache erschien der Comic 2019 in der von L'Articho verlegten Kompilation Anouk_Ricard.jpg.
Auf vier beziehungsweise drei Seiten erzählt der Comic von einer Gruppe ungleicher Raumfahrer, die auf einem unbekannten Planeten zwischenlanden müssen.

## Handlung
Auf ihrem Flug durchs Weltall gerät die dreiköpfige Besatzung eines Raumschiffs in Not: Der Treibstoff geht zur Neige. Der grünhäutige, außerirdische Steuermann weist den Kapitän auf das Problem hin. Der Kapitän, ein anthropomorpher Hund mit Schlappohren, blickt Chips essend von seinem Buch auf und kommt mit einem kleinwüchsigen, puppenhaften Männchen im Arm ans Steuerpult. Sie entschließen sich, auf einem nahegelegenen Planeten zwischenzulanden. Beim Anflug rülpst der Kapitän, das kleine Männchen sagt „Aber, aber…“ (in der französischen Version „Hé bé !“) und der Steuermann meint „Das kommt von den Chips“.
Nach ihrer Landung merken sie, dass der rosafarbene Planetenboden merkwürdige Quietschgeräusche von sich gibt. Auf den Boden gestellt, erkennt das kleine Männchen erschrocken, dass sie bei ihrem kurzen Gang über den Boden Teile einer mikroskopisch kleinen Zivilisation zerstört haben. Zur gleichen Zeit sieht man, wie sich die aus einäugigen, Spitzhüte tragenden Wesen bestehende Regierung dieser Zivilisation berät. Der Präsident nimmt die katastrophale Nachricht gefasst auf und fragt nach Lösungsvorschlägen zur Bewältigung der Krise. Professor Ducky, ein Shorts tragender Enterich mit orangen Haarbüscheln und blauem Hut präsentiert seinen Plan: Mithilfe einer Rakete soll in die Körper der, ihrer Ansicht nach attackierenden Kreaturen eingedrungen und diese von Innen zerstört werden. Der Präsident lobt die „schöne Zeichnung“ des Professors und bewilligt die Kamikaze-Mission. Die an die Planetenbewohner gerichtete Frage des Kapitäns nach Treibstoff wird von diesen nur als Abfolge schrecklicher Laute vernommen. 
Professor Ducky und ein Begleiter fliegen los und stoßen durch die Wange des Kapitäns, was dieser mit einem Schmerzensschrei quittiert, aber ansonsten keine Auswirkung auf ihn hat. Die Eindringlinge fliegen durch die Adern des Kapitäns, während die Planetenbesucher zur gleichen Zeit beschließen, den Himmelskörper wieder zu verlassen.
Wieder vor dem Steuerpult ihres Raumschiffs angelangt, beschließen der Kapitän und sein Steuermann, einen anderen Planeten anzusteuern. Zeitgleich erreichen Professor Ducky und sein Assistent den Magen des Kapitäns und aktivieren den Selbstzerstörungsmechanismus der winzigen Rakete. Die Rakete explodiert, der Kapitän rülpst, das kleine Männchen sagt „Aber, aber…“ und der Steuermann meint „Das kommt von den Chips“.

## Veröffentlichung
Im Juni 2009 erschien die achte Ausgabe der von Sascha Hommer herausgegebenen Comic-Anthologie Orang. Planet bildete den Auftakt des, unter anderem auch Arbeiten von Ancco, Marijpol und Yan Cong enthaltenden und unter dem Motto „Unendliche Geschichten“ laufenden Bandes. Es handelt sich um die erste Veröffentlichung Ricards in deutscher Sprache.
Ricards Comic umfasst vier Seiten und wurde auf ein annähernd quadratisches, 21 × 24 cm großes Format gedruckt. Wie die anderen Arbeiten der Comic-Anthologie erschien auch Planet in deutscher Sprache und wurde durch eine kleingedruckte, englische Übersetzung auf den Blattunterseiten ergänzt.
Etwa 10 Jahre später veröffentlichte der französische Verlag L’Articho die über Crowdfunding finanzierte Comic- und Illustrationskompilation Anouk_Ricard.jpg, die auch eine französischsprachige Version von Planet enthielt. Anders als die Orang-Version, wurde der Comic auf drei Seiten mit jeweils vier statt drei Panel-Reihen untergebracht und auf gestrichenes Papier gedruckt. Ein weiterer Unterschied ist, dass die Panel-Zwischenräume schwarz ausgefüllt und die einzelnen Comicseiten von Fensterrahmen einer fiktiven grafischen Benutzeroberfläche umschlossen wurden.

## Einflüsse und Stil
In Planet versuchte sich Anouk Ricard an einem für sie untypischen Genre und griff mit der Weltraumreise und dem Besuch fremder Planeten populäre Science-Fiction-Themen auf. Insbesondere bei der Darstellung des Raumschiffs und der verschiedenfarbigen Uniformen der ungleichen Besatzung ließ sich die Autorin offenkundig von der einflussreichen US-amerikanischen Serie Star Trek beeinflussen. 
Vermenschlichte Tiere gehören zum traditionellen Figurenensemble Ricard’scher Arbeiten. Wie der auf zwei Beinen laufende tierische Kapitän der Planet-Crew, sind es vor allem Hunde, die Hauptrollen in ihren Comics übernehmen – zum Beispiel René in Anna und Froga, Pipo in Die Experten (für alles) und Commissaire Toumi im gleichnamigen Comic aus dem Jahre 2008. 
Charakteristisch für Anouk Ricards Comic sind auch humoristische, umgangssprachliche Dialoge und eine pointierte Erzählweise. In Planet stellt die Szenendopplung mit dem Aufstoßen des Kapitäns und den identischen Kommentaren seiner beiden Raumschiff-Gehilfen eine Schlusspointe und die Etablierung eines Running Gags dar. In einem Interview aus dem Jahre 2012 bezeichnete Ricard Daniel Goossens und die Werke des absurdistischen Comicautors Pierre La Police als Vorbilder für ihren eigenen Humor.
In einer Buchbesprechung für den Österreichischen Rundfunk sprach die Journalistin Sonja Eismann mit Blick auf Ricards Planet von einem „quietschbunten, fast kinderbuchartigen Stil“.
Tagesspiegel-Redakteur Lars von Törne bezeichnete den Comic als „doppelbödig“, was ihn bei den, „auf den ersten Blick wie Kinderbuchillustrationen“ wirkenden Bildfolgen überraschte.

## Ausgaben
- Planet in Orang, Nr. 8, Reprodukt, 2009, ISBN 978-3-941099-23-4 (Deutschsprachige Version, mit zusätzlicher englischsprachiger Untertitelung)
- Planet in Anouk_Ricard.jpg, L'Articho, 2019, ISBN 978-2-490015-05-4 (Französischsprachige Version)